# Bythocytheropteron
Bythocytheropteron is een geslacht van kreeftachtigen uit de klasse van de Ostracoda (mosselkreeftjes).

## Soorten
- Bythocytheropteron alatum Whatley & Zhao (Yi-Chun), 1988
- Bythocytheropteron carinatum Mostafawi, 1992 †